# Brug 1908
Brug 1908 is een vaste brug in Amsterdam-West.
De brug vormt de verbinding tussen de Noordkaapstraat en de Henk Currierekade/Le Mairekade. Ze overspant de Le Mairegracht. Beide straten dateren uit het begin van de jaren tachtig toen hier nieuwbouw werd gepleegd op een deels nieuw aangelegd, deels oud eiland, waarop tot 1984 nog het buiten gebruik zijnde fabriekscomplex van de Wester Suikerraffinaderij stond. De Le Mairegracht werd ingekort en er kwam een nieuwe verbinding met de Van Noordtgracht. Het zand dat daarvoor nodig was, ongeveer 24.000 m³, kwam uit het open havenfront nabij station Amsterdam Centraal. 
Al bij de inrichting van de terreinen werd er gebouwd aan een brug uit de koker van architect Dirk Sterenberg in opdracht werkend voor de Dienst der Publieke Werken; hij zou meer dan 170 bruggen ontwerpen voor Amsterdam, al dan niet in vast dienstverband. 
De vaste verkeersbrug is van beton (walkanten en overspanning) met stalen leuningen. De brug ligt onopvallend in de Noordkaapstraat, er staat zelfs een straatlantaarn in een van de voetpaden, midden op de brug. Dat Sterenberg ook "kunst" ontwierp is terug te vinden in de verbinding tussen leuningen en balustrades. De landhoofden die de 6,6 meter lange overspanning moeten dragen staan in het water van de 10 meter brede gracht.
Andere bruggen in de buurt zijn brug 345, brug 349 (genaamd Cor Thesingbrug), brug 1909 en brug 1910 (genaamd Robiënnabrug). Voor sommige versies was Sterenberg ook de ontwerper.  

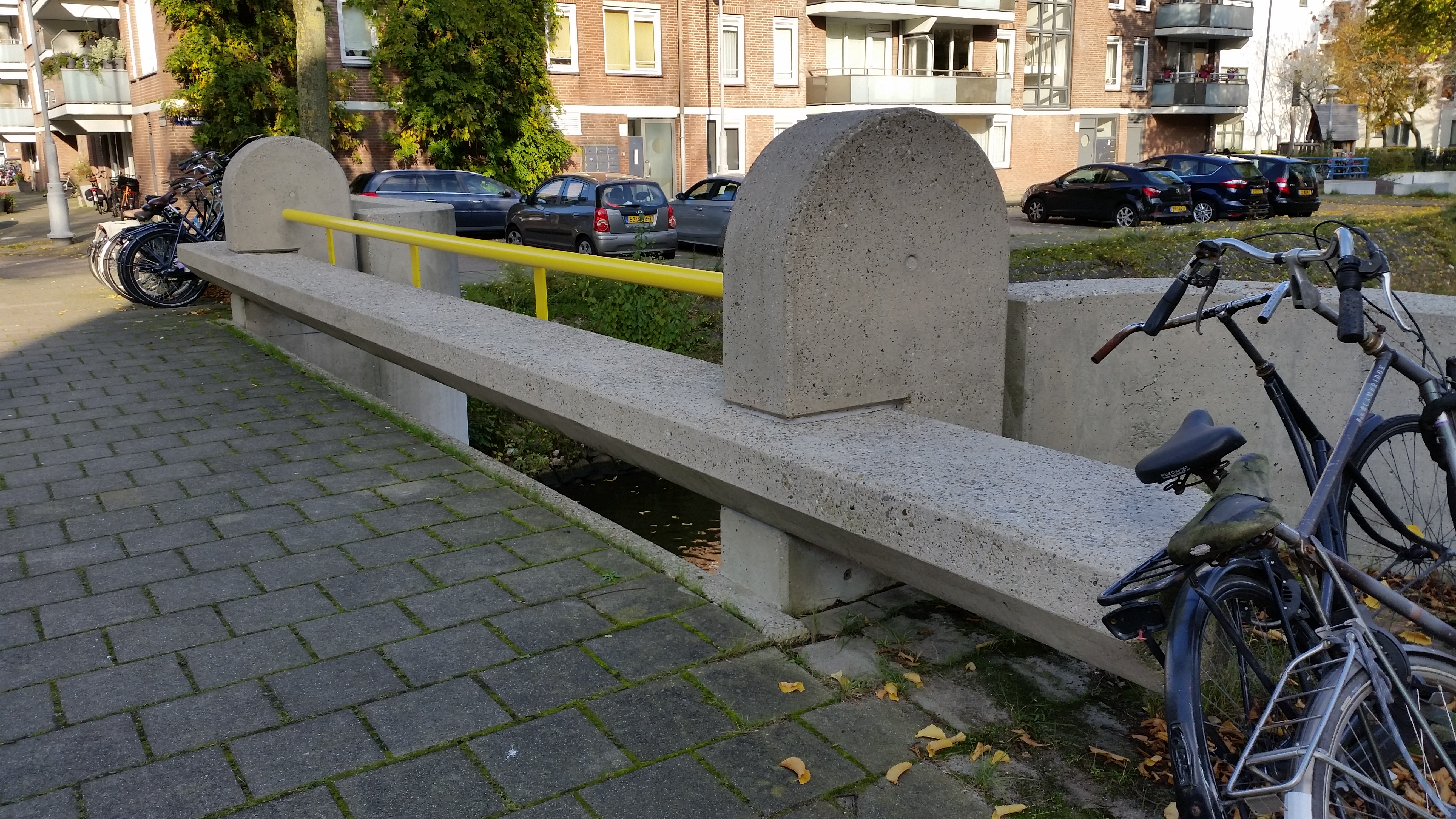
Balustrade en leuning (oktober 2019)

<<< · 1900 · 1901 · 1902 · 1904 · 1906 · 1907 · 1908 · 1909 · 1910 · 1911 · 1913 · 1914 · 1915 · 1916 · 1917 · 1919 · 1920 · 1922 · 1923 · 1925 · 1927 · 1929 · 1930 · 1931 · 1932 · 1933 · 1935 · 1936 · 1937 · 1938 · 1939 · 1940 · 1941 · 1942 · 1944 · 1945 · 1946 · 1947 · 1948 · 1949 · 1950 · 1951 · 1952 · 1953 · 1954 · 1955 · 1956 · 1957 · 1958 · 1959 · 1960 · 1961 · 1962 · 1963 · 1964 · 1965 · 1966 · 1967 · 1968 · 1969 · 1970 · 1971 · 1972 · 1973 · 1974 · 1975 · 1976 · 1977 · 1978 · 1979 · 1980 · 1981 · 1982 · 1983 · 1984 · 1985 · 1986 · 1987 · 1988 · 1989 · 1990 · 1991 · 1992 · 1993 · 1994 · 1995 · 1996 · 1997 · 1998 · 1999 · >>>
Brugnummers 1903, 1905, 1912, 1918, 1921, 1924, 1926, 1928, 1934, 1943 zijn niet (meer) in gebruik (januari 2021)